# Peremoha, Seredîna-Buda
Peremoha (în ucraineană Перемога) este un sat în comuna Velîka Berizka din raionul Seredîna-Buda, regiunea Sumî, Ucraina.

## Demografie
Componența lingvistică a localității Peremoha
     Rusă (100%)
Conform recensământului din 2001, toată populația localității Peremoha era vorbitoare de rusă (100%).